# Martin Lücker
Martin Lücker (né le 11 octobre 1953) est un organiste classique allemand et professeur à l'École de musique et des beaux-arts de Francfort (Hochschule für Musik und Darstellende Kunst Frankfurt am Main).